# Charles Henri de Lorraine-Vaudémont

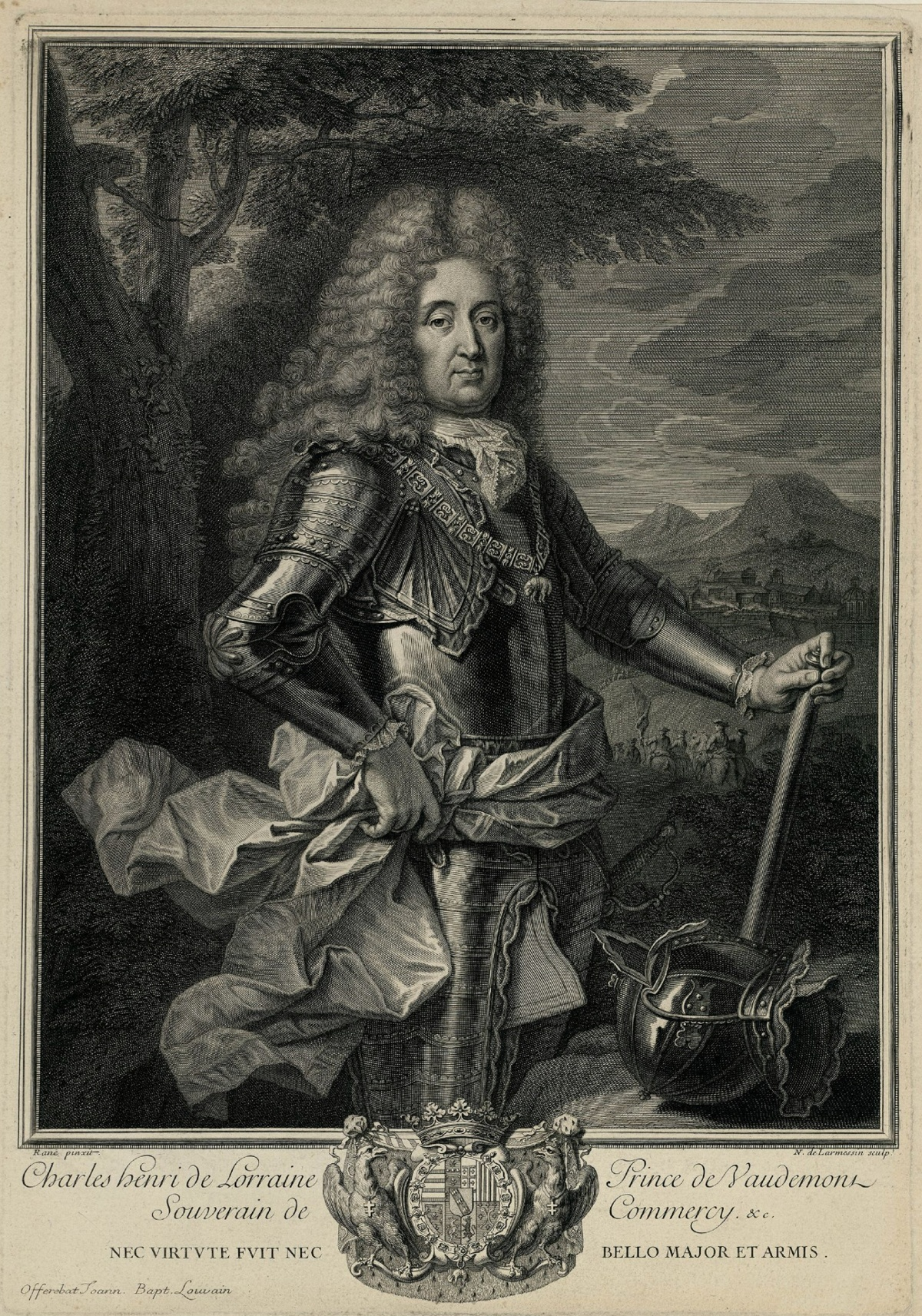
Karl Heinrich, Prinz von Lothringen-Vaudémont

Charles Henri de Lorraine-Vaudémont, prince de Commercy, deutsch Karl Heinrich Prinz von Lothringen-Vaudémont (* 17. April 1649 in Brüssel; † 14. Januar 1723 auf Château de Commercy), war ein französischer Adeliger, Thronprätendent für das Herzogtum Lothringen und Bar, von 1698 bis 1706 spanischer Gouverneur von Mailand und 1708 durch Herzog Leopold von Lothringen mit dem Fürstentum Commercy ausgestattet.

## Leben

### Herkunft und Familie
Die erste Ehe des Herzogs Karl IV. von Lothringen (1604–1675) mit Nicole de Lorraine blieb kinderlos. Charles Henri de Lorraine war das drittgeborene Kind aus seiner zweiten Ehe mit Béatrix de Cusance (* 27. Dezember 1614; † 5. Juni 1663), Baronesse de Belvoir. Herzog Karls zweite Ehe, die er im Brüsseler Exil führte, wurde kanonisch nicht anerkannt, weil die Trennung von Nicole de Lorraine durch den Heiligen Stuhl nicht gestattet worden war. Der dadurch illegitim geborene Charles Henri de Lorraine erhielt nach seiner Geburt den Titel eines Monsieur le Comte de Vaudémont.
Charles Henris Anspruch auf das Erbe von Lothringen war heftig umstritten, denn die Herrschaft über das Herzogtum war durch französische Intervention auf einen seiner Neffen übertragen worden. Am 27. April 1669 heiratete er in Bar-le-Duc seine Cousine Anne Elisabeth de Lorraine (* 6. August 1649; † 5. August 1714), Tochter von Charles III. de Lorraine, Herzog von Elbeuf aus dem Hause Guise. Die Prinzessin wurde als Mademoiselle d’Elbeuf bekannt. Am 7. März 1670 wurde ein Sohn, Charles Thomas de Lorraine, geboren, der vom Vater den Titel eines Prinzen von Vaudémont übernahm, während dieser sich jetzt selbst als Fürst von Commercy betitelte.

### Militärische Karriere

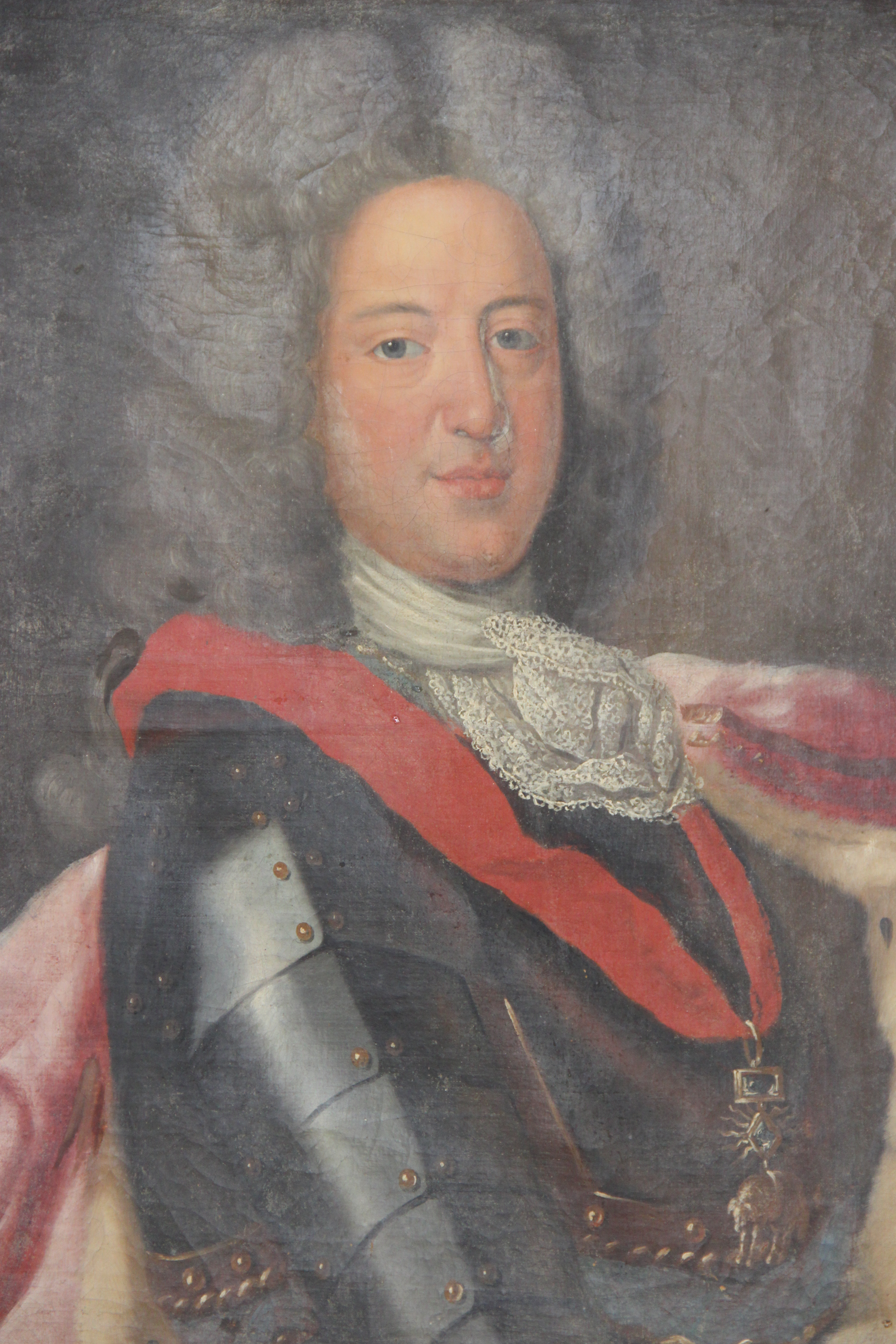
Charles Henri als Fürst von Commercy

Wie sein Vater diente auch Charles Henri als Heerführer im ausländischen Kriegsdienst gegen die Franzosen. Er diente neun Jahre unter Wilhelm von Oranien in den Niederlanden. Am 11. August 1674 führte er die verbündete Kavallerie in der Schlacht bei Seneffe. Im Jahre 1675 wurde er zum Ritter des Ordens vom Goldenen Vlies geschlagen. Er trat dabei auch mit der gegnerischen Führung in Verhandlungen und erreichte, dass seine beiden Nichten, die Prinzessin von Epinoy und Béatrice Hiéronyme de Lorraine, spätere Äbtissin von Remiremont, im Haushalt des Grand Dauphin aufgenommen wurden. Im Jahre 1698 wurde er zum spanischen Gouverneur von Mailand ernannt. Als im Jahr 1700 der letzte spanische Habsburger Karl II. starb, wurde Charles Henri von Philipp von Anjou im Amte belassen. Der neue König von Spanien akzeptierte den Prinzen von Vaudémont als Statthalter der Lombardei, blieb aber argwöhnisch. Tatsache blieb aber, dass sein einziger Sohn, Charles Thomas, als kaiserlicher Heerführer kinderlos am 12. Mai 1704 in der Schlacht bei Ostiglia auf kaiserlicher Seite fiel. Nach der Schlacht bei Turin waren die Spanier und Franzosen gezwungen, sich aus Italien zurückzuziehen. Charles Henri unterzeichnete am 26. September 1706 einen Vertrag mit Prinz Eugen von Savoyen, der die Lombardei und Mailand unter die Herrschaft des Kaisers brachte.
Im Jahre 1708 wurde Charles Henri vom Herzog von Lothringen das kleine Fürstentum Commercy übertragen. Der Fürst engagierte den berühmten Architekten Germain Boffrand dafür, das Schloss von Commercy auszustatten. Charles Henri de Lorraine starb mit 73 Jahren im Schloss von Commercy, die Herrschaft wurde auf die Witwe Herzog Leopolds, Élisabeth Charlotte de Bourbon-Orléans übertragen.